# Чемпіонат Білорусі з хокею 2002—2003
Чемпіонат Білорусі з хокею 2002—2003 — 11-й розіграш чемпіонату Білорусі. Чемпіонат стартував 5 вересня 2002, а фінішував 26 травня 2003. У сезоні 2002—03 брали участь вісім  клубів.

## Регулярний сезон
| М  | Команда             | І  | В  | ВО | ПО | П  | Ш       | О   |
| -- | ------------------- | -- | -- | -- | -- | -- | ------- | --- |
| 1. | ХК Гомель           | 42 | 33 | 3  | 0  | 6  | 205:082 | 105 |
| 2. | Керамін-Мінськ      | 42 | 26 | 2  | 4  | 10 | 177:115 | 86  |
| 3. | Хімволокно Могильов | 42 | 23 | 5  | 3  | 11 | 168:119 | 82  |
| 4. | Німан Гродно        | 42 | 15 | 6  | 7  | 14 | 116:118 | 64  |
| 5. | ХК Брест            | 42 | 14 | 3  | 5  | 20 | 142:158 | 53  |
| 6. | ХК Вітебськ         | 42 | 14 | 2  | 3  | 23 | 116:136 | 49  |
| 7. | Полімір             | 42 | 11 | 1  | 2  | 28 | 095:185 | 37  |
| 8. | Юність-Мінськ       | 42 | 7  | 3  | 1  | 31 | 127:233 | 28  |

## Плей-оф

### Півфінали
- ХК Гомель — Німан Гродно 3:0
- Керамін-Мінськ — Хімволокно Могильов 3:1

### Матчі за 3-є місце
- Хімволокно — Німан 2:1

### Фінал
- ХК Гомель — Керамін-Мінськ 3:0